# Ридель, Ларс
Ларс Петер Ридель (нем. Lars Peter Riedel, род. 28 июня 1967 года, Цвиккау, ГДР) — бывший немецкий легкоатлет, метатель диска, олимпийский чемпион 1996 года, пятикратный чемпион мира, чемпион Европы, 11-кратный чемпион Германии. Участник четырёх Олимпиад (1992, 1996, 2000, 2004), восьми чемпионатов мира.
Выступал за клубы «Карл-Маркс-Штадт», «Майнц», «Хемниц».

## Личные достижения
- Метание диска — 71,50 м (03.05.97, Висбаден) — 7-й результат в мире